# 김성진 (1949년)
김성진(金成珍, 1949년 4월 18일~)은 대한민국의 제14대 해양수산부 장관이다. 제5대 한경대학교 총장이다. 본관은 김녕이며, 경상남도 통영 출생이다.

## 생애
제15회 행정고시에 합격하여 공직에 입문한 뒤, 재정경제원 예산총괄과장, 국무조정실 재경금융심의관, 주 KEDO 사무국 재정부장, 대통령비서실 정책수석실 산업정책비서관, 중소기업청 청장, 해양수산부 장관을 역임했다. 공직 퇴임 후에는 2009년 3월 31일부터 2013년 3월 30일까지 한경대학교 제5대 총장을 역임했고, 2018년부터는 포스코홀딩스 사외이사를 역임했다.

## 학력
- 부산고등학교 졸업
- 서울대학교 경제학 학사
- 서울대학교 행정대학원 석사
- 캔자스주립대학교 경제학 박사

## 참고 자료
- 김성진 네이버 인물검색

| 전임 유창무 | 제8대 중소기업청장 2004년 7월 20일 ~ 2006년 3월 20일 | 후임 이현재 |

| 전임 오거돈 | 제14대 해양수산부 장관 2006년 3월 27일 ~ 2007년 5월 10일 | 후임 강무현 |